# ダンナの昼顔
『ダンナの昼顔』（ダンナのひるがお）は、2019年よりTBSで放送されている特別番組である。

## 概要
「妻が初めて“ダンナの仕事姿”を見たら……？」をテーマに、「働いてるダンナの姿」を見たことがない妻の「昼間何をしているの？」という疑問に答えるべく、昼間の夫に密着カメラが潜入。
夫が仕事や家族に対して抱いている思いに迫る“夫のお仕事のぞき見バラエティ”
2021年7月2日は、19:00から『ヒミツの昼顔』を放送。

## 放送時間
| 回 | 放送日         | 放送時間（JST）    | 備考                                   |
| -- | -------------- | ------------------ | -------------------------------------- |
| 1  | 2019年12月21日 | 土曜 14:00 - 14:54 | 『土曜☆ブレイク』枠で放送              |
| 2  | 2020年9月3日   | 木曜 20:00 - 21:57 |                                        |
| 3  | 2021年2月4日   | 木曜 20:00 - 22:00 | 21:57の『JNNフラッシュニュース』は内包 |

## 出演者

### MC
- 山里亮太（南海キャンディーズ）

### ゲスト
第1回
- 若槻千夏
- くわばたりえ（クワバタオハラ）
- ギャル曽根

第2回
- ジェシー（SixTONES）
- ギャル曽根
- 篠田麻里子
- 高橋愛
- 高橋ユウ
- 野々村友紀子
- やしろ優
- 森泉
- 若槻千夏

第3回
- 倉科カナ
- ジェシー（SixTONES）
- 板野友美
- 大神いずみ
- 加護亜依
- 菊地亜美
- ギャル曽根
- 篠田麻里子
- 白鳥久美子（たんぽぽ）
- 野々村友紀子
- 山崎ケイ（相席スタート）
- 若槻千夏

## スタッフ
- ナレーター：平野義和、若本規夫
- 構成：加藤淳一郎、鈴木功治、近藤雄亮
- TD：長尾康平
- CAM：浜島一雄
- VE：鈴木貴裕
- 音声：大城卓也
- 照明：藤沢勝
- 編集：上本学
- MA：阿部祥高
- 音効：高田智彰
- 美術：木村文洋
- 美術デザイン：今長和宏
- CG：中原勇
- テロップデザイン：三宅朝陽
- 宣伝：中島聡、西後仁和
- 技術協力：FMT、MJ、バンエイト、プレゼンスクルー、ジーン、ライズアップ、ONE、メディアリース
- 編成：石原隆史
- AD：吉本一生、岡﨑沙彩香、井上佳奈子
- AP：菱田悠、御船慧、柴﨑香苗
- ディレクター：吉行俊介、金孝義、飯塚桂子、齊藤彰、小林一丈、高橋行広、牛久英雄
- 演出：錫木亮
- プロデューサー：須藤景子、岩松千尋
- 制作著作：NEXTEP、TBSテレビ